# Ludvik Simonič
Ludvik Simonič, slovenski gospodarstvenik, * 1. maj 1926, Podreber.
Simonič je leta 1943 opravil tečaj za telegrafista. Po opravljenem tečaju je postal vodja radijske in telegrafske postaje pri Glavnem štabu NOV in POS. Po vojni je bil zaposlen pri vladi LRS, nato pa organiziral proizvodnjo uporov za elektronsko industrijo v podjetju Iskra in bil od leta 1951 do 1979 direktor podjetja Iskra Elementi v Šentjerneju. Tovarna je pod njegovim vodstvom postala pomemben svetovni proizvajalec uporov, potenciometrov in hibridnih vezij. Simonič je častni občan občine Šentjernej, za delo v gospodarstvu pa prejel nagrado Gospodarske zbornice Slovenije (prej Kraigherjeva nagrada).